# Dolalghat
Dolalghat (nep. दोलालघाट) – gaun wikas samiti w środkowej części Nepalu w strefie Bagmati w dystrykcie Kavrepalanchok. Według nepalskiego spisu powszechnego z 2001 roku liczył on 435 gospodarstw domowych i 2237 mieszkańców (1100 kobiet i 1137 mężczyzn).

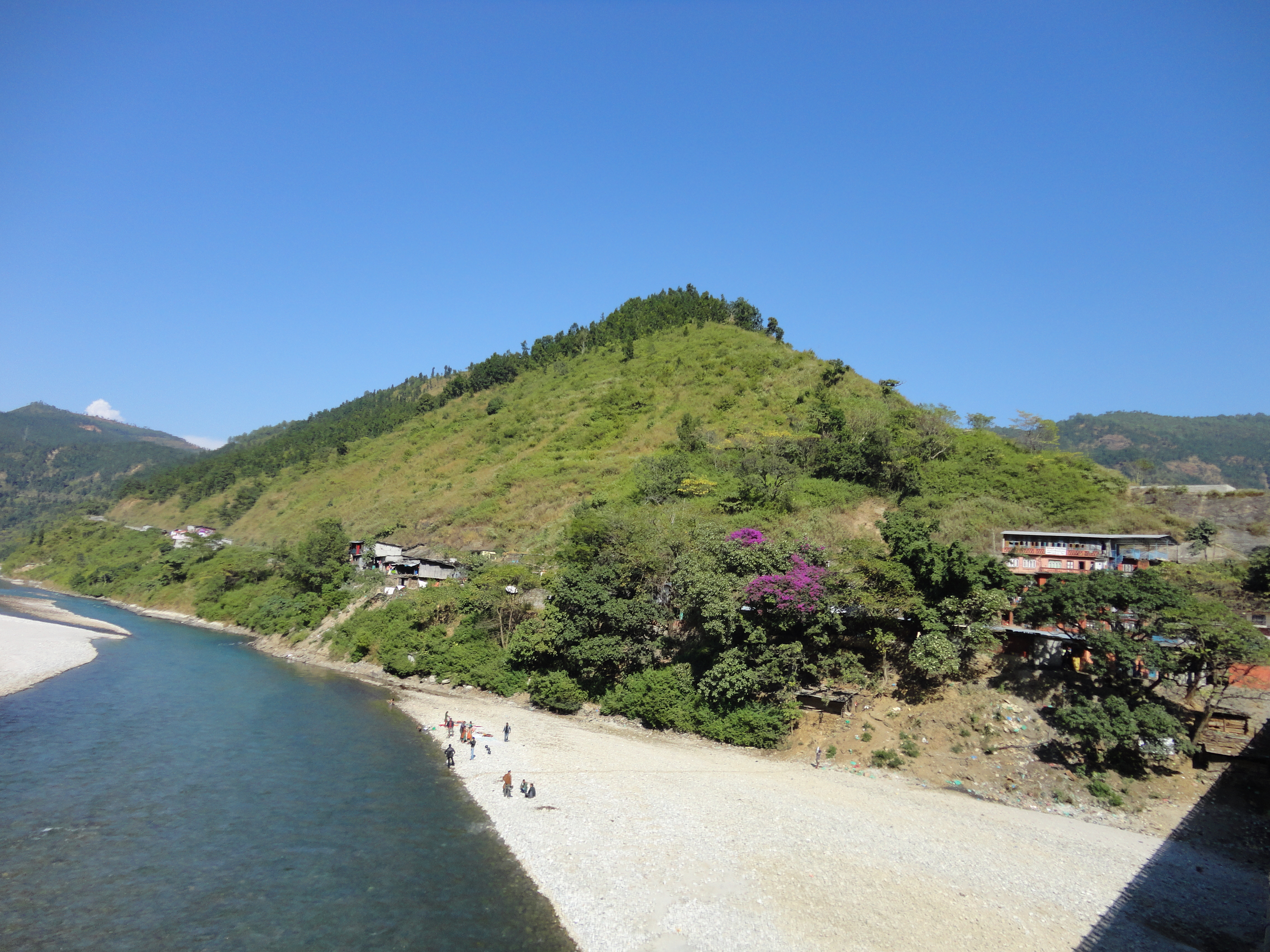
Dolalghat blue river